# Axel Disasi
Axel Disasi (ur. 11 marca 1998 w Gonesse) – francuski piłkarz pochodzenia kongijskiego, występujący na pozycji obrońcy, reprezentant Francji.

## Kariera klubowa

### Paris FC
1 lipca 2015 podpisał kontrakt z klubem Paris FC. Zadebiutował 11 grudnia 2015 w meczu Ligue 2 przeciwko RC Lens (0:1). Pierwszą bramkę zdobył 8 stycznia 2016 w meczu ligowym przeciwko Tours FC (1:3).

### Stade de Reims
2 lipca 2016 przeszedł do drużyny Stade de Reims. Zadebiutował 12 grudnia 2016 w meczu Ligue 2 przeciwko US Orléans (2:2). Pierwszą bramkę zdobył 28 lipca 2017 w meczu ligowym przeciwko Nîmes Olympique (0:1). W sezonie 2017/2018 jego zespół zajął pierwsze miejsce w tabeli i awansował do najwyższej ligi. W Ligue 1 zadebiutował 25 sierpnia 2018 w meczu przeciwko Amiens SC (4:1). Pierwszą bramkę w lidze zdobył 23 listopada 2019 w meczu przeciwko FC Metz (1:1).

### AS Monaco
7 sierpnia 2020 podpisał kontrakt z zespołem AS Monaco. Zadebiutował 23 sierpnia 2020 w meczu Ligue 1 przeciwko Stade de Reims (2:2), w którym zdobył swoją pierwszą bramkę.

## Statystyki

### Klubowe
(aktualne na dzień 23 kwietnia 2022)
| Klub               | Sezon              | Liga                   | Liga  | Liga   | Puchar kraju | Puchar kraju | Puchar ligi | Puchar ligi | Rozgrywki międzynarodowe | Rozgrywki międzynarodowe | Suma  | Suma   |
| Klub               | Sezon              | Liga                   | Mecze | Bramki | Mecze        | Bramki       | Mecze       | Bramki      | Mecze                    | Bramki                   | Mecze | Bramki |
| ------------------ | ------------------ | ---------------------- | ----- | ------ | ------------ | ------------ | ----------- | ----------- | ------------------------ | ------------------------ | ----- | ------ |
| Paris FC II        | 2015/16            | Championnat National 3 | 19    | 2      | 0            | 0            | –           | –           | –                        | –                        | 19    | 2      |
| Paris FC II        | Ogólnie            | Ogólnie                | 19    | 2      | 0            | 0            | 0           | 0           | 0                        | 0                        | 19    | 2      |
| Paris FC           | 2015/16            | Ligue 2                | 3     | 1      | 0            | 0            | 0           | 0           | –                        | –                        | 3     | 1      |
| Paris FC           | Ogólnie            | Ogólnie                | 3     | 1      | 0            | 0            | 0           | 0           | 0                        | 0                        | 3     | 1      |
| Stade de Reims II  | 2016/17            | Championnat National 2 | 21    | 1      | 0            | 0            | –           | –           | –                        | –                        | 21    | 1      |
| Stade de Reims II  | 2017/18            | Championnat National 2 | 2     | 0      | 0            | 0            | –           | –           | –                        | –                        | 2     | 0      |
| Stade de Reims II  | 2018/19            | Championnat National 2 | 13    | 1      | 0            | 0            | –           | –           | –                        | –                        | 13    | 1      |
| Stade de Reims II  | Ogólnie            | Ogólnie                | 36    | 2      | 0            | 0            | 0           | 0           | 0                        | 0                        | 36    | 2      |
| Stade de Reims     | 2016/17            | Ligue 2                | 1     | 0      | 0            | 0            | 0           | 0           | –                        | –                        | 1     | 0      |
| Stade de Reims     | 2017/18            | Ligue 2                | 13    | 1      | 1            | 0            | 1           | 0           | –                        | –                        | 15    | 1      |
| Stade de Reims     | 2018/19            | Ligue 1                | 4     | 0      | 0            | 0            | 1           | 0           | –                        | –                        | 5     | 0      |
| Stade de Reims     | 2019/20            | Ligue 1                | 27    | 1      | 1            | 0            | 4           | 0           | –                        | –                        | 32    | 1      |
| Stade de Reims     | Ogólnie            | Ogólnie                | 45    | 2      | 2            | 0            | 6           | 0           | 0                        | 0                        | 53    | 2      |
| AS Monaco          | 2020/21            | Ligue 1                | 29    | 3      | 6            | 0            | –           | –           | 0                        | 0                        | 35    | 3      |
| AS Monaco          | 2021/22            | Ligue 1                | 30    | 1      | 4            | 0            | –           | –           | 9                        | 2                        | 43    | 3      |
| AS Monaco          | Ogólnie            | Ogólnie                | 59    | 4      | 10           | 0            | 0           | 0           | 9                        | 2                        | 78    | 6      |
| Ogólnie w karierze | Ogólnie w karierze | Ogólnie w karierze     | 162   | 11     | 12           | 0            | 6           | 0           | 9                        | 2                        | 189   | 13     |

## Sukcesy

### Stade de Reims
- Mistrzostwo Ligue 2 (1×): 2017/2018

## Życie prywatne
Disasi urodził się w Gonesse, we Francji. Jego rodzice pochodzą z Demokratycznej Republiki Konga.